# Dallia pectoralis
Pez negro de Alaska. Nombre que recibe a un pez nativo de Siberia y Alaska, capaz de mantenerse con vida congelado en un bloque de nieve varias semanas. Es un pez parduzco de grandes aletas y tamaño mediano, midiendo 14 cm (7 pulgadas aprox) de longitud. El cuerpo presenta un diseño de manchas intrincadas sobre su lomo y el borde de sus aletas también, todos éstos de color pardo azabache.
A este pez se le conoce por su capacidad de sobrevivir dentro del hielo. En su estado natural, se sumerge de 7 a 8 metros cuando la superficie del agua se congela. Unas cubiertas protectoras en sus agallas mantienen las arterias en función, para que él siga respirando, de modo que, el pez se mantiene en actividad, aun si su cuerpo está cubierto de cristales de hielo. A pesar de dicha supervivencia, este pez no vive si la temperatura del medio en el que está sometido tiende a variar. La temperatura promedio es de 0 °C (273 °F) y el pez sobrevive solamente si la temperatura es constante.